# Yasushi Yamanoi
Pas d'image ? Cliquez ici
Piolets d'or
Yasushi Yamanoi (山野井 泰史, Yamanoi Yasushi) est un alpiniste japonais, né le 21 avril 1965, à Tokyo. En 2021, il reçoit un Piolet d'or pour l'ensemble de sa carrière,,,,. C'est un adepte du style alpin et des ascensions en solitaire.

## Biographie
Yasushi Yamanoi découvre l'escalade durant son adolescence, en regardant le film La Mort d'un guide, de Jacques Ertaud. Il se spécialise dans l'escalade rocheuse durant les années 1980, en particulier aux États-Unis. Au Yosemite, il se passionne pour les fissures et l'escalade artificielle.
En 1988, il effectue l'ascension du mont Thor, en solo, par sa face ouest.
En juillet 1990, il est la première personne à effectuer l'ascension du Fitz Roy, en solo et en hiver. Il passe plusieurs mois dans une cabane en forêt, attendant les conditions optimales pour son projet.
Il effectue sa première ascension en haute altitude au Broad Peak, atteignant le sommet le 30 juillet 1991. Ce sommet est atteint alors que Yasushi Yamanoi participe à une expédition japonaise traditionnelle.
En décembre 1992, il ouvre une voie nouvelle et en solo, sur la face ouest de l'Ama Dablam,.
À l'automne 1994, il ouvre une nouvelle voie, en solitaire et en style alpin, sur la face sud-ouest du Cho Oyu.
En 2000, il effectue l'ascension du K2, par l'éperon sud-sud-est, en solo et en 48 heures.
Lorsqu'il n'escalade pas en solitaire, Yasushi Yamanoi est souvent accompagné de sa femme, Taeko Nagao. C'est le cas en 2002, lorsqu'ils tentent de répéter la voie slovène, en face nord du Gyachung Kang. Taeko Nagao s'arrête à 7 600 m : Yasushi Yamanoi finit seul l'ascension, alors que le temps se dégrade. Il y perd les orteils de son pied droit, ainsi que plusieurs phalanges.
Durant sa convalescence, il écrit son autobiographie, Vertical Memories, publiée en 2004, qui est un succès au Japon. L'ascension du Gyachung Kang fait l'objet d'un livre écrit par Kotaro Sawaki, Gelé.
Il reprend ensuite l'escalade de fissures, en adaptant sa technique à son nombre de doigts réduit.
Le 15 septembre 2008, il est attaqué par un ours alors qu'il fait un jogging près du lac Okutama,. Les blessures de son bras droit nécessitent 20 points de suture et celles de son visage 70.
En 2013, il effectue la première ascension de la face sud du Puscanturpa.
En 2017, il effectue l'ascension d'un sommet vierge, le Rucho, en Inde.
Wojciech Kurtyka le décrit comme « un homme d'honneur, une sorte de samouraï contemporain ».
En 2022 paraît au Japon The Alpine Climber, un manga retraçant une partie des exploits de Yasushi Yamanoi et qui est traduit en français en 2024 ; en 2023 est traduit en français The Big Wall, un manga traitant d'une partie de la carrière du grimpeur, initialement publié au Japon en 2000.